# جایزه بزرگ آرژانتین ۱۹۵۷
جایزه بزرگ آرژانتین ۱۹۵۷ (انگلیسی: ‎1957 Argentine Grand Prix‎) یک مسابقهٔ موتوری در رشتهٔ اتومبیل‌رانی فرمول یک بود که در تاریخ ۱۳ ژانویهٔ ۱۹۵۷ در پیست اتومبیل‌رانی شهرداری شهر بوئنوس آیرس واقع در بوئنوس آیرس، آرژانتین برگزار شد. این گراند پری در میان ۸ گراند پری در فصل ۱۹۵۷، مسابقهٔ شمارهٔ ۱ بود.
در این مسابقه که در ۱۰۰ دور و به مسافت ۳۹۱٫۲ کیلومتر (۲۴۳٫۰۸۰ مایل) برگزار شد، پول پوزیشن توسط استیرلینگ ماس کسب شد و سریع‌ترین زمان برای طی یک دور پیست که برابر با ۱:۴۴٫۷ بود نیز توسط استیرلینگ ماس به ثبت رسید.
خوان مانوئل فانخیو از تیم مازراتی، ژان بهرا از تیم مازراتی و کارلوس مندیتگای از تیم مازراتی به‌ترتیب مقام‌های اول تا سوم مسابقه را کسب کردند.

## رده‌بندی قهرمانی پس از مسابقه
| رده‌بندی قهرمانی رانندگان \| جایگاه \| راننده \| امتیاز \| \| -------- \| ------------------- \| ------ \| \| ۱ \| خوان مانوئل فانخیو \| ۸ \| \| ۲ \| ژان بهرا \| ۶ \| \| ۳ \| کارلوس مندیتگای \| ۴ \| \| ۴ \| هری شل \| ۳ \| \| ۵= \| آلفونسو د پورتاگو \| ۱ \| \| ۵= \| خوزه فریلان گونزالز \| ۱ \| \| ۵= \| استیرلینگ ماس \| ۱ \| \| منبع:[۱] \| \| \| |                     |        |
| جایگاه | راننده              | امتیاز |
| ۱ | خوان مانوئل فانخیو  | ۸      |
| ۲ | ژان بهرا            | ۶      |
| ۳ | کارلوس مندیتگای     | ۴      |
| ۴ | هری شل              | ۳      |
| ۵= | آلفونسو د پورتاگو   | ۱      |
| ۵= | خوزه فریلان گونزالز | ۱      |
| ۵= | استیرلینگ ماس       | ۱      |
| منبع: |                     |        |

یادداشت
- تنها پنج جایگاه نخست از هر رده‌بندی نمایش داده شده‌است.